# Alpo Basket '99 2017-2018
Questa voce raccoglie le informazioni riguardanti la Alpo Basket '99 nelle competizioni ufficiali della stagione 2017-2018.

## Stagione
La stagione 2017-2018 della Alpo Basket '99 è la quarta che disputa in Serie A2 femminile.

## Verdetti stagionali
Competizioni nazionali
- Serie A2:

stagione regolare: 3º posto su 16 squadre (22-8);
play-off: spareggio A2 perso contro Faenza (57-61).
- Coppa Italia Serie A2:

Semifinale persa contro Progresso Bologna.

## Rosa
|    | Naz.              | Ruolo | Sportivo            | Anno |     |  |       |
| -- | ----------------- | ----- | ------------------- | ---- | --- |  | ----- |
| 4  | Italia (bandiera) | P     | Sofia Vespignani    | 1996 | 168 |  |       |
| 5  | Italia (bandiera) | G     | Susanna Toffali     | 1998 | 170 |  | [ 1 ] |
| 5  | Italia (bandiera) | PG    | Alessia Cabrini     | 1996 | 178 |  | [ 2 ] |
| 6  | Italia (bandiera) | AC    | Veronica Dell'Olio  | 1993 | 185 |  |       |
| 8  | Italia (bandiera) | A     | Sofia Viviani       | 1999 | 182 |  |       |
| 9  | Italia (bandiera) | G     | Maria Zanella       | 1992 | 174 |  |       |
| 10 | Italia (bandiera) | G     | Arianna Venturi     | 2001 | 167 |  |       |
| 11 | Italia (bandiera) | G     | Giorgia Baciga      | 2002 | 170 |  |       |
| 12 | Italia (bandiera) | AC    | Marta Scarsi        | 1995 | 182 |  |       |
| 13 | Italia (bandiera) | G     | Anna Pusceddu       | 1999 | 175 |  |       |
| 14 | Italia (bandiera) | GA    | Silvia Zanardelli   | 1998 | 179 |  |       |
| 15 | Italia (bandiera) | A     | Arianna Zampieri    | 1988 | 183 |  |       |
| 16 | Italia (bandiera) | A     | Giorgia De Rossi    | 2002 | 181 |  |       |
| 17 | Italia (bandiera) | GA    | Elena Giovanna Ramò | 1994 | 180 |  |       |
| 18 | Italia (bandiera) | G     | Elisa Mancinelli    | 1995 | 177 |  |       |
| 19 | Italia (bandiera) | P     | Sofia De Marchi     | 2001 | 167 |  |       |
| 20 | Italia (bandiera) | P     | Sara Tomea          | 2000 | 165 |  |       |

## Mercato

### Sessione estiva
Confermate le giocatrici Sofia Vespignani, Susanna Toffali, Maria Zanella, Sofia Viviani, Anna Pusceddu e Silvia Zanardelli; la società ha effettuato i seguenti trasferimenti:
| Acquisti         | Acquisti            | Acquisti            | Acquisti   |
| R.               | Nome                | da                  | Modalità   |
| ---------------- | ------------------- | ------------------- | ---------- |
| AC               | Veronica Dell'Olio  | Umbertide           | definitivo |
| AC               | Marta Scarsi        | Basket Carugate     | definitivo |
| A                | Arianna Zampieri    | Pall. Broni         | definitivo |
| GA               | Elena Giovanna Ramò | Bonfiglioli Ferrara | definitivo |
| G                | Elisa Mancinelli    | Umbertide           | definitivo |
| Altre operazioni |                     |                     |            |
| R.               | Nome                | da                  | Modalità   |
| P                | Sara Tomea          | dalle giovanili     | definitivo |
| G                | Arianna Venturi     | dalle giovanili     | definitivo |
| P                | Sofia De Marchi     | dalle giovanili     | definitivo |
| G                | Giorgia Baciga      | dalle giovanili     | definitivo |
| A                | Giorgia De Rossi    | dalle giovanili     | definitivo |

| Cessioni | Cessioni            | Cessioni                | Cessioni       |
| R.       | Nome                | a                       | Modalità       |
| -------- | ------------------- | ----------------------- | -------------- |
| PG       | Elena Borsetto      | CUS Cagliari            | fine contratto |
| P        | Sofia Bottazzi      | Basket 2000 San Giorgio | fine contratto |
| G        | Roberta Di Gregorio | Magnolia CB             | fine contratto |
| AC       | Marina Dzinic       | Magnolia CB             | fine contratto |
| PG       | Marta Granzotto     | Giants Marghera         | fine contratto |
| AC       | Chiara Villarini    | B.C. Bolzano            | fine contratto |
| A        | Laura Reani         | Magnolia CB             | fine contratto |

### Sessione invernale
| Acquisti | Acquisti        | Acquisti  | Acquisti   |
| R.       | Nome            | da        | Modalità   |
| -------- | --------------- | --------- | ---------- |
| PG       | Alessia Cabrini | Umbertide | definitivo |

| Cessioni | Cessioni        | Cessioni     | Cessioni   |
| R.       | Nome            | a            | Modalità   |
| -------- | --------------- | ------------ | ---------- |
| G        | Susanna Toffali | Sanga Milano | definitivo |

## Risultati

### Campionato

#### Play-off Promozione

##### Quarti di finale
| Arbitri: | Fulvio Grappasonno (Lanciano) Cristina Maria Culmone (Bologna) |

|                  |          |                      |
| Zampieri 18      | Punti    | 10 Martelliano       |
| tre giocatrici 2 | Assist   | 2 Martelliano, Rossi |
| Mancinelli 9     | Rimbalzi | 8 Guarneri           |

##### Semifinale
| Arbitri: | Mirko Di Franco (Dalmine) Laura Pallaoro (Trento) |

|               |          |              |
| Mancinelli 14 | Punti    | 28 Madonna   |
| Vespignani 4  | Assist   | 6 Corradini  |
| Scarsi 11     | Rimbalzi | 7 Katshitshi |

##### Finale
| Arbitri: | Donato Nonna (Casamassima) Alexa Castellaneta (Bolzano) |

|               |          |               |
| Longoni 17    | Punti    | 21 Zampieri   |
| Del Pero 6    | Assist   | 6 Vespignani  |
| Mahlknecht 14 | Rimbalzi | 10 Mancinelli |

##### Spareggio A2
| Arbitri: | Luca Bartolini (Fano) Francesco Venturini (Lucca) |

|                                    |          |                         |
| Dell'Olio, Mancinelli, Zampieri 12 | Punti    | 13 Ballardini, Morsiani |
| Vespignani 4                       | Assist   | 7 Ballardini            |
| Dell'Olio 9                        | Rimbalzi | 14 Morsiani             |

### Coppa Italia di Serie A2

#### Quarti di finale
| Arbitri: | Cristina Mignogna (Milano) Mirko Picchi (Ferentino) |

|              |          |              |
| El Habbab 17 | Punti    | 19 Zampieri  |
| Iannucci 3   | Assist   | 3 Ramò       |
| El Habbab 13 | Rimbalzi | 8 Mancinelli |

#### Semifinale
| Arbitri: | Laura Pallaoro (Trento) Enrico D'Orazio (Vittorio Veneto) |

|            |          |                              |
| D'Alie 22  | Punti    | 28 Zampieri                  |
| Nannucci 5 | Assist   | 2 Ramò, Vespignani, Zampieri |
| D'Alie 11  | Rimbalzi | 14 Vespignani                |

## Statistiche

### Statistiche di squadra
| Competizione          | Punti | In casa | In casa | In casa | In casa | In casa | In trasferta | In trasferta | In trasferta | In trasferta | In trasferta | Totale | Totale | Totale | Totale | Totale | Totale |
| Competizione          | Punti | G       | V       | P       | Ptf     | Pts     | G            | V            | P            | Ptf          | Pts          | G      | V      | P      | Ptf    | Pts    | Diff.  |
| --------------------- | ----- | ------- | ------- | ------- | ------- | ------- | ------------ | ------------ | ------------ | ------------ | ------------ | ------ | ------ | ------ | ------ | ------ | ------ |
| Serie A2              | 44    | 15      | 12      | 3       | 910     | 705     | 15           | 10           | 5            | 911          | 838          | 30     | 22     | 8      | 1821   | 1543   | +278   |
| Play-off              |       | 2       | 2       | 0       | 120     | 112     | 2            | 1            | 1            | 122          | 125          | 4      | 3      | 1      | 242    | 237    | +5     |
| Coppa Italia Serie A2 |       | -       | -       | -       | -       | -       | 2            | 1            | 1            | 117          | 116          | 2      | 1      | 1      | 117    | 116    | +1     |
| Totale                | 44    | 17      | 14      | 3       | 1030    | 817     | 19           | 12           | 7            | 1150         | 1079         | 36     | 26     | 10     | 2180   | 1896   | +284   |